# 査読
査読（さどく、英: peer review、ピア・レビュー）とは、学術雑誌に投稿された論文を、その分野を専門とする研究者が読んで内容の妥当性などをチェックし、掲載するか否かの判断材料にする評価や検証のことである。研究助成団体に研究費を申請する際のそれも指すことがある。審査（しんさ、refereeing）とも呼ばれることがある。

## 概説
学術雑誌における査読では専門性のほかに客観的評価が必要なため、編集部が査読者を手配して、論文著者に誰が査読するかは知らせず、査読者への接触も禁じるのが通例である。
投稿前に、論文の原稿を共著者や同僚にチェックしてもらうことも査読と呼ばれる。ただし学術論文誌に掲載されるためには通常、前述・後述のようにその論文誌が定める査読を別途受ける必要があり、単に査読と言う場合は通常こちらを指す。
学術雑誌や専門誌においては寄せられた原稿が全て掲載されるわけではなく、そこに掲載される前に、原稿が予め同じ分野の専門家（査読者）の評価を受ける過程が入ることがある。この過程が査読である。査読の評価内容によって掲載するか否かが決定されることになる。科学的に評価の高い論文誌の場合、査読者は通常複数の外部の人間が選定され、著者や所属機関との独立性を重視して選ばれる（「#査読者の選定」参照）。
学術雑誌の出版社や助成団体は、査読を行うことで論文や申請を取捨選択することができ、また論文の著者は公表前に原稿の内容を改善する機会が得られる（「#プロセス」「#査読」参照）。査読の過程を経て雑誌への掲載が決まることを受理またはアクセプト (accept) といい、却下され掲載が拒否されることを掲載不可またはリジェクト (reject) という。また、単純な採否だけでなく、間違い等の修正等を経た上での条件付きの採用となる場合もある（解説例: ）。このように専門家が審査することで、スペリングなどの単純なミスの発見（校正）だけでなく、専門的知識を要する既存の知見との整合性等もある程度まで調べることができる。
査読で全てのミスや不正行為を見抜けるわけではなく、論文の発表後に他グループによる追試等で誤りが見つかる場合もあるが（「#科学における不正行為と査読の限界」参照）、掲載される論文全体の質を高めることはできるとされる。
査読の厳しさは個々の論文誌等によって異なる。また、同じ学会が発行する雑誌であっても、雑誌によって異なる場合がある（「#審査の厳しさ」参照）。査読対象となる分野の広さも、個々の論文誌等で異なる。特定分野に特化した論文誌が数多く存在するが、ネイチャーやサイエンス誌のように様々な分野を広く扱うものもある。
（研究助成金の選考など）分野によっては、申請書が同様の過程で吟味され、申請に対して研究費が配分されるかどうかが決定されることがある。

## 理由
査読を行う根拠としては、個々の研究者や研究グループが自分たちだけで仕事の価値を完全に評価するのは難しい、ということがある。まったく新しい分野やきわめて学際学際的な内容の仕事を評価できるのは限定された専門家だけであるから、公に発表する前に他人に研究成果を見せ意見を聞くことで誤りを予め見つけ出すことができ、またアドバイスを受けて内容を向上させることができる。
査読を行う側はほぼ完全に匿名であることが多く、かつ独立に行われるため、遠慮のない批評がされ、コネによる採用を抑制することができる。ただし査読を受ける側に査読者の候補を挙げさせる場合もある。また、論文公開後、一定期間を過ぎたのちに査読者を公表するなど、論文誌によってポリシーが異なる（「#査読者の選定」参照）。

## プロセス
一般的な学術雑誌の査読プロセスに関わる人物は、著者（英: author）、編集者 (editor)、および査読者 (reviewer、referee、judge) である。
| 著者   | 自分の研究成果を発表したがっている個人またはグループである。 なお、ほとんどの雑誌では投稿資格といったものを設けておらず、誰でも投稿できる。 |
| 編集者 | 学術誌以外を含めた雑誌の編集を行う職業を編集者と呼び、商業誌ではたいてい専任者がいる。 学会誌では大学教員が兼任していることが多い。         |
| 査読者 | 著者と同じ分野で研究活動を行っている人物の中から、編集者によって選ばれた人物である。 これも大学の教員などが務めることが多い。               |

以下、一般的な査読プロセスについて概説する。

### 投稿
著者は、自分の仕事を論文にまとめ、分野や内容の良し悪し、審査の厳しさなどを勘案して、投稿する雑誌を選び、編集部宛に送付する。現在ではほとんどの雑誌が電子投稿を受け付けており、電子投稿に限定している場合もある。また、情報科学などの一部の分野では、研究の再現性を確保するため、研究に利用した実際のデータやプログラムコードの提出も求められる場合がある。
原稿を受け取った編集者は、著者に受け取ったことを知らせる (received)。これ以後の段階では、その論文は投稿中 (submitted) であるといわれる。ただし、この段階では論文が雑誌に掲載されるかどうかは全く決まっていないため、業績として書くことはできない。
また、『ネイチャー』などの一流雑誌では、受け取り時に編集者によるレビューが行われ、価値が低いと判断されるとこの時点で掲載拒否となり、査読に回される前に原稿が返却されてしまう。

### 査読者の選定
原稿を受け取った編集者は、その内容を評価できる（であろう）専門家から、ふさわしい査読者を探し依頼する。通常、査読者が誰であるかは、著者には知らされない。
査読者は、通常、著者と同じ研究分野で活動している研究者から1名以上が選ばれる。通常、著者との独立性が重視され、共同研究者・同僚等も避ける。通常、その雑誌に過去に投稿したことがある人物や、引用文献として名前が挙げられている人物に依頼することが多い。
場合によっては、著者は査読者としてふさわしい人物、あるいはふさわしくない人物の名前を挙げるように求められる。
ただし、査読者は、報酬は支払われず、時間的にも負担が大きいため、嫌がる人も少なくない。それゆえ、査読者になりうるのは自ら論文を投稿したことがあって、査読制度に理解がある人でなければならない。また、分野によっては研究者の数が非常に少なく、ほとんどが著者の利害関係者であったり、あるいは匿名性が維持できなくなってしまうこともある。
ふさわしい査読者が決定したら、編集者は査読者に締切などを記した依頼状とともに原稿を送付する。

### 査読
原稿を受け取った査読者は、内容について審査を行う。このとき、査読者同士も他に誰が査読者かは明かされず、完全に独立した立場で仕事を行う。
最終的には論文に対しての疑問点・改善点をまとめ、編集者に返送する。このとき、同時に原稿に対しての具体的な評価をつけることが求められる。たいていの場合は以下の4つの選択肢からどれかを選ぶように依頼される。
accept
論文をそのまま受理してよい。
minor revision
若干の修正の必要あり。正しく修正されれば、掲載しても良い。
major revision
大幅な修正の必要あり。著者による修正後、再度査読される。修正後の査読でもmajor revisionになると自動的にrejectされる場合もある（もっと基準が緩い場合もある）。
reject
掲載拒否すべきであり、同じ内容での再投稿も認めない。再投稿を認めるかどうかの指定がなされる場合もある。
"Willing Rejection"等、上記以外の分類をする著名論文誌もある。

### 採否の決定
編集者は、査読者の意見を元に、原稿を採用するかどうかを決定する。形式上、編集者の権限は独立であって、査読者の意見を受け入れる義務はないが、たいていの場合は査読者の評価がすべてmajor revision以下であれば掲載拒否になる。あまりに査読者間で評価が分かれていて採否決定が難しいときは、もうひとり別の査読者を選定することもある。また、内容的には優れているものの、分野的に雑誌内容にそぐわない場合などは、他の雑誌への投稿を勧めることもある。

### 結果の通知
編集者は、著者に採否を告げる。
採用の場合、通常、査読者のコメントが同時に返却される。たいていの場合、論文は多かれ少なかれ訂正を要求される。著者は示された疑問点・改善点にしたがって、原稿の訂正 (revise) を行い、編集者に返送する。もし訂正が十分でないと再び査読に回るおそれがあるため、この訂正は慎重に行うべきである。
不採用の場合は、掲載拒否 (reject) を告げる。この場合、査読者のコメントも返却されないことがある。不採用の場合はここでこの雑誌への投稿プロセスは終了であり、著者は他に原稿を採用してくれそうな雑誌を探し再投稿するか、あるいは発表を諦める。

### 受理
編集者は、著者による訂正が十分なものであると判断したら、著者に受理 (accept) を告げる。これ以降はその論文はほぼ発表したのと同じ価値を持ち、正式な業績にも印刷中 (in press) として書くことができる。
訂正が不十分であると思ったら、原稿は受理されず、再び査読に回される。

### 出版
受理された原稿は、編集者によって誌面用の構成に直され、著者による校正が行われた後、出版される。投稿から出版までの時間は分野により大きく異なり、数週間程度から1年を超えることもあり、雑誌によっては2年近くかかる場合もある。一方で近年は電子化が進んだことを利用して、速報性の観点から素早い査読プロセスを特色とする例や、査読通過後に最終校正が済む前の論文をオンラインで公開する例も見られる。
著者には自分の論文の部分だけを抜き出し、簡単な表紙をつけた別刷り（もしくは抜き刷り）が渡される。有料・無料は雑誌による。別刷りは就職・転職活動時などに同封する場合もあり研究者にとって重要であるが、提出はコピーでよい場合も多い。近年は論文のPDFファイルを著者に無料で送付し、別刷り購入はオプションという場合もある。

## 様々な査読のスタイル

### 匿名性の扱い
匿名性の扱いは、分野・雑誌によって少しずつ異なっている。査読中は、著者は誰が自分の論文を審査しているか知らされない。ときどき、著者は編集者の名前すら知らされないことがある。
著者と査読者とがお互いに相手の名前を知らない状態で行われる査読方法を、ダブル・ブラインド法という。これは、（例えば著者が非常に高名なときなどに）著者の名前で審査が偏らないようにするためである（これに対し、一般的に行われている査読者が著者の名前を知っている場合をシングル・ブラインド法ということがある。どちらにしても、査読者の匿名性は保持される）。ダブル・ブラインドで査読を行う場合、著者は自分が誰だかわかってしまうような参考文献をすべて取り払うように要求される。
ただし、一般的にはダブル・ブラインドはあまり採用されない。これは、いくら編集部が匿名性を維持しようと努力しても、失敗に終わることが多いからである。用いているアプローチ、方法、記述方法などから、同じ研究仲間ならだいたい著者がどのグループであるのか、ときには執筆者が誰なのかまで特定できてしまう。
また、伝統的な「査読者の著者に対する匿名」も、徐々に変わりつつある。いくつかの学術分野では、ほとんどの雑誌が、現在では査読者に匿名を維持するかどうかを尋ねるようになっている。論文には、ときに改善点を指摘してくれた査読者への謝辞を名前入りで掲載することもある。

### 審査の厳しさ
査読の厳しさは、雑誌によって大きく異なる。『サイエンス』『ネイチャー』のような一流雑誌は、発表に対して非常に厳しい基準を設けており、科学的に高い質を持っていても、該当分野で「画期的な進歩」を感じさせないような仕事では掲載拒否されてしまう。一方、『アストロフィジカルジャーナル』などでは、査読は明白な間違いや、不十分なところを除外するためにだけ使用される。このような審査基準の違いは投稿の発表される割合に反映されており、『ネイチャー』が受け取った論文の5〜10%程度しか掲載しないのに対して、『アストロフィジカルジャーナル』は実に70%を発表する。この発表割合の違いは、雑誌の厚さにもまた反映されている。
また、審査は学問分野によっても多少厳しさが異なる。例えば物理学者などには、論文の価値は市場原理に委ねられるべきだと考える人も多く、実際に後述するプレプリントサーバーなど、そのようなシステムが確立している。そのような文化の中でも、査読は出版されるのに十分な高い基準をもたらしている。完全な間違いは見つけられ、著者は訂正や提案を受け入れている。
同じ学会が発行する雑誌同士であっても、審査の厳しさが異なる場合がある。例えば同じ日本物理学会の日本語会誌『日本物理学会誌』では査読が保証されないが、英文誌『Journal of the Physical Society of Japan』（JPSJ）では査読が保証される。

## 問題点
査読の遅さによるアイディアの盗用
最もしばしば指摘されている査読制度の問題点は、「査読は遅い」というものである。分野によっては、論文を投稿してから印刷されて日の目を見るまで、数か月から数年もかかることがある。査読者の中には、査読に回されてきた論文のアイディアを盗用し、査読を意図的に放置・遅延して公表が滞るようにしておいて、自分の同僚や自分が親しくしている研究者にすばやく連絡をとり教えてしまう者や、（なかには）査読者として読んだアイディアで自分自身の論文をすぐに書いて自分の手柄として先に発表しようとする者すらもいる。
実際にそういった弊害が広く知られているから、例えば天文学などの分野では、新しい結果についての速報は査読誌に発表されず、arXivのような、プレプリントサーバと呼ばれる電子サーバに論文が登録されるようになっている。物理学分野、特に高エネルギー物理学理論においても、まず最初にプレプリントサーバに投稿し、反応を返してきた専門家等との議論を経て推敲を行った後に（あるいは同時に）、査読付き学術雑誌へ投稿するというのが一般的な流れになっている。数学分野においても、かの有名なポアンカレ予想についての証明に関する論文が、プレプリントサーバへの登録という形で発表された。このような方法であれば、最初にその成果を発表した人が誰であるかが一目瞭然であり、査読されている間に研究データやアイデアが盗用されて論文にされてしまうという危険性も少ない。また、プレプリントサーバの論文は誰でも無料で閲覧可能であるので、誰もが内容の正当性をチェックすることができ、革新的なアイデアや結果であればその流布が早まるために、研究の発展も全体として早まり得る。しかし、プレプリントサーバへは日々大量の論文の投稿がなされており、どれが革新的なアイデアで、どれが読むに値するものであるかを判断することは極めて難しいという短所もある。
査読者が嫉妬・ねたみで及ぼす悪影響
一部の科学社会学者は「査読制度においては、エリートや、あるいは個人的な嫉妬によって出版をコントロールできてしまう」と主張している。査読者は、意識的・無意識的にかかわらず、自分の意見と逆の結論には非常に批判的になる場合もあるし、反対に自分の関係者には甘い評価をすることもある。たとえ中立的な立場の査読者による査読であっても、ある学術誌では議論が不十分、あるいは論点が誤っているとして掲載拒否されたものが、他の学術雑誌では掲載されることもよくあり、その論文をどう評価するかはやはり査読者によって大きく左右されてしまう部分がある。
科学の硬直化
いわゆる「権威のある」科学者は、あまり権威のない人に比べて、有力な雑誌や出版社の査読者として採用されやすい。したがって、エリートの主張に沿った考えは、反動的・革命的なものに比べ、コアジャーナルに載りやすい。この見方はトーマス・クーンの科学革命論と一致する。
コアジャーナルを避けても、同じ査読者が多数のジャーナルにかかわって悪影響を及ぼし続ける可能性
ある人は「発表できる学術雑誌は非常にたくさんあるので、情報のコントロールは難しい」といっている。さらに「査読での意思決定は、それぞれの査読者がばらばらに行っており、他のメンバーと相談したりしないため、上記の事項はそれほど問題ではない」と主張する者もいる。しかし、例えばその論文が複数の専門分野にまたがるような内容であったり、または専門家があまり多くはない分野である場合は、査読できる専門家の数が非常に限られ、結果的にごく少数の人間の判断や意見が大きく影響を持ってしまうこともある。この場合、先に述べたようにある雑誌で掲載拒否されたときに別の雑誌に投稿し直した場合でも、同じ査読者に論文の査読が依頼されてしまうこともあり得る。しかし、最終的な決定権は編集者および雑誌の事情に委ねられており、査読者が論文の出版可否を判断する権限を持つわけではない。そのために、同じ査読者が同じコメント（肯定的か否定的かにかかわらず）を提出したとして、それの受け取り方は雑誌により異なっている。
問題がある査読者
当然ながら査読者も人間にすぎない。間違った判断をすることもあるし、人格や人間性に問題がある場合もある。論文の議論の流れを誤解してしまう査読者もいる。忙しいことを言い訳に、査読の依頼を受けておきながらそれを長い期間放置して、論文投稿者に迷惑をかけたりその人生にダメージを与えても平然としている不届き者もいる。
過度な信頼感を与える可能性
すでに査読されている論文というのは、実態以上にその論文の信頼度をあげてしまう可能性がある。特にNatureなどのトップジャーナルに掲載された論文は、その傾向が強く、明らかな破綻が認められる研究が長期間撤回されないままでいることで、その後の研究や技術開発等の面で悪影響を与えることがある。

## 科学における不正行為と査読の限界
査読は、科学者の手による研究の捏造や盗用などの科学における不正行為を見つけるような仕組みにはなっていない。そのため、査読を通過したものの後になって他の研究者によって不正や誤りが判明した事例も多く見られる。
そもそも学術雑誌における査読では、論文が正直に書かれていることを前提としている。加えて通常の場合、査読者は論文の元になった全てのデータにアクセスできるわけではない。そのため論文著者のモラルを信用した上で査読を行わざるを得ず、結果として不正行為を発見できないのだとも言われている。加えて論文の掲載数や引用数（インパクトファクター）が、研究者のその後の将来に影響するようになって以降、論文数が激増する中で果たして適切かつ正確な査読が可能か? という査読による篩の役割にも疑問が出ている（後述のエリアス・アルサブティや藤井善隆の不正事件はその例とも言える）。
どのくらいの不正が発見されているかは明らかにされていない。

### 査読の限界の事例
- 査読はアメリカ合衆国のベル研究所に所属するヘンドリック・シェーンによる科学における不正行為に満ちた論文を全て通過させ、科学誌に掲載させてしまった。2000年前後にかけて、ベル研究所を舞台に大掛かりな不正行為が行われた。ドイツ人の若手研究者であったヘンドリック・シェーンによる有機物超伝導体に関する論文は、通常の査読を経て、最高ランクの雑誌である『ネイチャー』や『サイエンス』に合計16本が掲載された。しかし、論文の結果が他のグループではまったく再現できないことなどから疑惑がもちあがり、最終的には実験結果のグラフの捏造が判明して全ての論文が撤回された。[要出典]
- 『サイエンス』が査読を経て2004年および2005年に相次いで掲載した、韓国ソウル大学教授であった黄禹錫（ファン・ウソク）によるヒトES細胞に関する論文は、後にまったくの捏造であったことが判明した。この不正は査読によってではなく、ファンの研究チームの元研究員による内部告発および電子掲示板での若手生物学者たちによる検証により発覚した。[要出典]
- イラクからヨルダンを経て米国に留学していた医師エリアス・アルサブティ（Elias Alsabti）は、テンプル大学やジェファーソン医科大学、ボストン大学などを転々とする中で、無名の学術雑誌に掲載されていた論文をそっくりそのまま盗用して他の無名の学術雑誌に投稿するという手段を繰り返した。こうして投稿した論文のうち60数編が実際に掲載され、そのことはアルサブティの業績に箔をつけることになった。結果としてアルサブティの技量の拙さを不審に感じた同僚によって真相が暴かれて、アルサブティは医師免許を剥奪された。[要出典]
- 東邦大学に在籍していた藤井善隆は、1991年から2011年にかけて無名の学術雑誌に多くの論文を発表し、そのことによって講師から准教授へと順調に出世したものの[18]、2000年から論文で使われたデータの不自然さが指摘され、2012年に日本麻酔科学会の調査特別委員会によって「藤井が発表した論文212本のうち172本にデータ捏造の不正があった」とする調査結果を発表。藤井は大学を辞職し、日本麻酔科学会からも退会した。
- ジュネーブ大学のカール・イルメンゼー（ドイツ語版）と米国ジャクソン研究所のピーター・ホッペが、1977年にハツカネズミの体細胞から細胞核の移植によってクローン生物を生成することができるとした論文は、生命科学の学術雑誌として名高い『セル』に掲載された。しかし、他の実験者による再現実験では成功せず、さらに内部告発からイルメンゼーがデータを故意に操作していたとの指摘があったことから、1981年にジェネーブ大学が、イルメンゼーの一連の研究は「捏造とは断定できないものの信頼性に重大な疑問が残る」という調査結果を発表。イルメンゼーはその後、大学の職を辞することとなった。
- フランスで通俗科学番組の司会者をしていたイゴール・ボグダノフとグリシュカ・ボグダノフ兄弟は、1991年から2002年にかけてビッグバン宇宙論に関する論文を専門学術誌に掲載した（その中には査読制度のある専門誌もあった）。しかしボグダノフ兄弟は物理学の専門的な教育を経たわけではなく（修士課程まで応用数学専攻）、物理学者の多くが兄弟の論文の内容のでたらめぶりを批判した。結局、兄弟は全ては査読制度の弱点を暴くための悪戯だったと白状するに至った[要検証 – ノート]（ボグダノフ事件）。

## 通常査読を行う科学誌がそれを行なわない場合の具体例
科学誌の編集者の個人的な判断によって、査読を経ずに発行される論文もある。
たとえば、査読に回すと査読者が論文のアイディアを周囲の人々にベラベラとしゃべってしまうだろう、アイディアの盗用がきわめて広範囲に起きてしまうだろう、と予想される場合。
- ジェームズ・ワトソンとフランシス・クリックが、1953年に『ネイチャー』に発表したDNAの構造についての論文は査読に回されなかった。ジョン・マドックスは、「ワトソンとクリックの論文はネイチャーによって査読されなかった。その論文は審査できなかった。その正しさは自明だった。同じ分野で仕事をしていて（ライナス・ポーリングのことか?）、あの構造を見て黙っていられる査読者なんていなかっただろう。」と言っている[19]。影響のある物理学者のウィリアム・ローレンス・ブラッグからの「出版」と書かれたカバー・レターを受け取ったときに、編集者たちはこの論文を受理した。

「1900年代初頭ころの科学誌では、証明する責任があるのは新しいアイデアの賛同者ではなくてむしろ反対者のほうだった」と指摘する論が、最近ネイチャーに掲載された。その例が下記のものだという。
- アルベルト・アインシュタインの特殊相対論と光電効果を含む5本の論文が掲載された1905年の『アナーレン・デア・フィジーク』誌（独: Annalen der Physik）。編集長だったマックス・プランクはこの驚異的なアイデアを出版できる素晴らしさを感じ取り、論文を発行させた。アインシュタインの論文は全く査読に送られなかった。発行の決断は編集長か、あるいは共同編集者のヴィルヘルム・ヴィーンによって独断的に決定された